# President de la República de Txetxènia

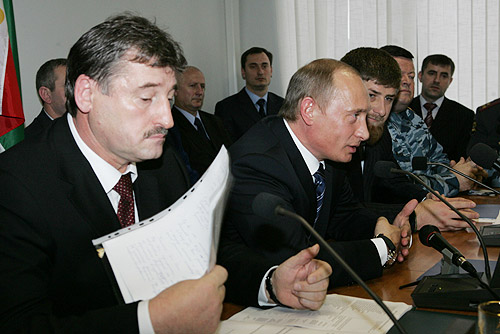
Alú Alkhànov, president de Txetxènia entre 2004 i 2007, amb Vladímir Putin.

El President de la República de Txetxènia, conegut de manera comuna com el President de Txetxènia, és el més alt càrrec en el Govern de Txetxènia sota administració russa. L'oficina va ser instituïda el 2003 durant el transcurs de la Segona Guerra Txetxena, quan el govern federal de Rússia va recuperar el control sobre la regió.

## Elegibilitat
Segons l'article 66 de la Constitució de la República de Txetxènia (aprovada el 2003 en el referendum de l'autonomia txetxena), pot ser elegit president un ciutadà rus amb més de 30 anys. El període presidencial és de 4 anys, i no es pot allargar més de dos mandats. El president no pot ser al mateix temps diputat del Parlament de la República de Txetxènia, o diputat d'un òrgan representatiu de l'autonomia local.

## Presidents
- Akhmad Kadírov (5 d'octubre de 2003 – 9 de maig de 2004), assassinat.
- Serguei Abràmov (9 de maig de 2004 – 30 d'agost de 2004), interí.
- Alú Alkhànov (30 d'agost de 2004 – 15 de febrer de 2007), cessat.
- Ramzan Kadírov (15 de febrer de 2007 – actualitat)